# Elias Eller
Elias Eller (Elberfeld, 1690. július 4. – Ronsdorf, 1750. május 16.) német vallásalapító.

## Életrajza
Gyáros volt Elberfeldben, később különféle hittani és misztikus tartalmú munkák olvasása által a vallási rajongás útjára sodródott. Idős, gazdag nővel lépett házasságra, de azután egy Anna Bucheln nevű sütőleánnyal ismerkedett meg, akit vallásos ábrándjaival egészen elbódított, gyakran elragadtatási állapotba, önkívületbe juttatott, amikor azután e nő vallásos jóslatokkal, különösen Jézus Krisztus ezeréves országlásának hirdetéseivel ámította hallgatóit. E nőt jelölte ki isten – Eller tanítása szerint – az uj Sion anyjává (Mennyei jelenések könyve XII. l.), aki «felöltözött vala a napba, és szüle fiumagzatot»... egy új Messiást; maga Eller az új Sion atyja, törvényes neje pedig a babiloni kéjhölgy szerepére lett kárhoztatva. 
Miután nejét a féltékenység és férje kegyetlen bánásmódja a sírba vitte, Annát vette nőül Eller és hívei segélyével, új Sionul Ronsdorfot (Berg hercegségben) alapította, mely telep azután városi jogot nyert és Eller lett polgármestere. Anna halála után Eller híveinek, az ún. sioniak felekezetének új sionanyát szerzett és csalásait és zsarolásait tovább folytatta. Azokat, akik időnként e hóbortos felekezetből kiléptek, Eller hamis vádakkal ártalmatlanná tette, az ellene emelt panaszokat az udvarnál vesztegetéseivel elsimította.